# Physematium molle
Physematium molle — вид родини вудсієвих (Woodsiaceae), поширений у Північній Америці.

## Біоморфологічний опис
Листки ланцетоподібні, перисті, щільно вдягнені (особливо знизу) м'якими волосками; пера сидячі, довгасто-яйцеподібні, тупі, перисто-розсічені; сегменти овально-субокруглі, тупі, цілі. Соруси крайові.

## Середовище проживання
Зростає у Північній Америці: Мексика, Гватемала, Сальвадор, Нікарагуа, Гондурас.